# اوبررباخ
اوبررباخ (به آلمانی: Obererbach) یک شهر در آلمان است که در التنکیرچن واقع شده‌است.

## خصوصیات
اوبررباخ ۵۸۵ نفر جمعیت دارد.